# Donald Morley
Donald Morley (7 octobre 1930 – 23 juin 2006), est un pilote de rallye britannique.

## Biographie
Il concourt essentiellement de 1956 à 1965 avec son frère jumeaux Erle à ses côtés, sur une Jaguar 3.4 (1956, et rallye des Tulipes 1959), et essentiellement sur une Austin-Healey 3000 durant neuf ans, avec une prédilection annuelle pour le rallye néerlandais des Tulipes.
Il est vainqueur à deux reprises (1961 et 1962) de la Coupe des Alpes.

## Palmarès
- Vainqueur de la Coupe d'Argent de la coupe des Alpes en 1964, pour avoir remporté trois coupes alpines successivement, 1961/62/64, durant cette compétition;
- Vainqueur du Rallye International des Alpes Françaises (Coupe des Alpes) en 1961;
- Vainqueur du Rallye International des Alpes Françaises (Coupe des Alpes) en 1962  en catégorie Grand Tourisme;
- Vainqueur du Rallye des Tulipes en 1959 sur Jaguar 3.4 (copilotes Erle, et leur compatriote Hencock);
- Vainqueur du Rallye des Tulipes en 1964  en catégorie Grand Tourisme;
- Vainqueur du Rallye de Genève en 1965  en catégorie Grand Tourisme;
- Vainqueur d'une étape spéciale du RAC Rally en 1962;
  - 2e du rallye International des Alpes Françaises en 1964;
  - 2e du rallye International des Alpes Françaises en catégorie Grand Tourisme en 1965;
  - 3e du RAC Rally en 1960;
  - 4e du RAC Rally en 1959;
  - 9e du RAC Rally en 1963;
  - 10e du RAC Rally en 1964.